# Maarten Gerritszoon Vries
Maarten Gerritszoon Vries (ook wel de Vries of andere varianten) (Harlingen, 28 februari 1589 – 1647) was een Nederlands ontdekkingsreiziger en commandeur van de Vereenigde Oostindische Compagnie. 

## Landmeter op Formosa
De Kamer van de VOC in Hoorn stuurde hem als matroos mee op het schip ’t Wapen van Hoorn naar Batavia. Daar kwam het schip aan op 22 juli 1622. Overigens was het schip bijna vergaan op de westkust van het Zuidland (Australië). In 1638 werkte hij op Nederlands-Formosa als landmeter. Hij onderscheidde zich door het maken van een landkaart van het eiland - hij spelde zijn naam als Marten Gerritsz Fries - en aanwijzingen voor de route van Batavia naar Japan.

## Expeditie naar de goud- en zilverlanden
Gouverneur-generaal Antonio van Diemen (1593-1645) was een actief bestuurder en was erop gebrand het gebied uit te breiden. Nadat hij een memorandum had ontvangen van Willem Verstegen (1612-1659), en de expeditie van Matthijs Quast was mislukt, stuurde hij in samenwerking met Cornelis van der Lijn (1608-1679) en Joan Maetsuycker (1606-1678) Maarten Vries met het fluitschip Castricum en het jacht Breskens eropuit om het gebied ten noorden en oosten van Japan te verkennen. (Hendrick Cornelisz Schaep (1611-1647 was gezagvoerder op de Breskens, maar was ondergeschikt aan Vries.) Het doel was het vinden van rijke goud- en zilverlanden, waarover sinds jaar en dag in Spaanse verhalen gerept werd.
Op 4 april 1643 begon de ontdekkingsreis. Door een zware storm op 19 mei bij het eiland Hachijojima op 32° 33' NB, raakten de schepen elkaar kwijt voor het eiland dat meteen Ongeluckich werd genoemd. De Castricum leed bijna schipbreuk op de klippen en zeilde met verlies van ankers door. Op 22 mei werd de oostkust van Honshu aangedaan, plaatselijk bekend als Fukushima. Vries wachtte daar een week lang op de Breskens. De vissersbevolking kwam stiekem op bezoek op het fluitschip en ruilde gerookte zalm tegen arak en tabak. Zoals was afgesproken werd door de Castricum op gezette tijden een kanon afgeschoten om contact te maken met de Breskens, maar zonder resultaat. (De Breskens arriveerde in juni in de baai bij Yamada en ging daar eind juli opnieuw voor anker. Tien leden van de bemanning, onder wie schipper Schaep, werden van boord gelokt, gevangengenomen, en naar Edo getransporteerd. Na onderhandelingen werden ze op 8 december weer vrijgelaten. Deze gebeurtenissen staan bekend als het Breskens-incident.)

## Sachalin

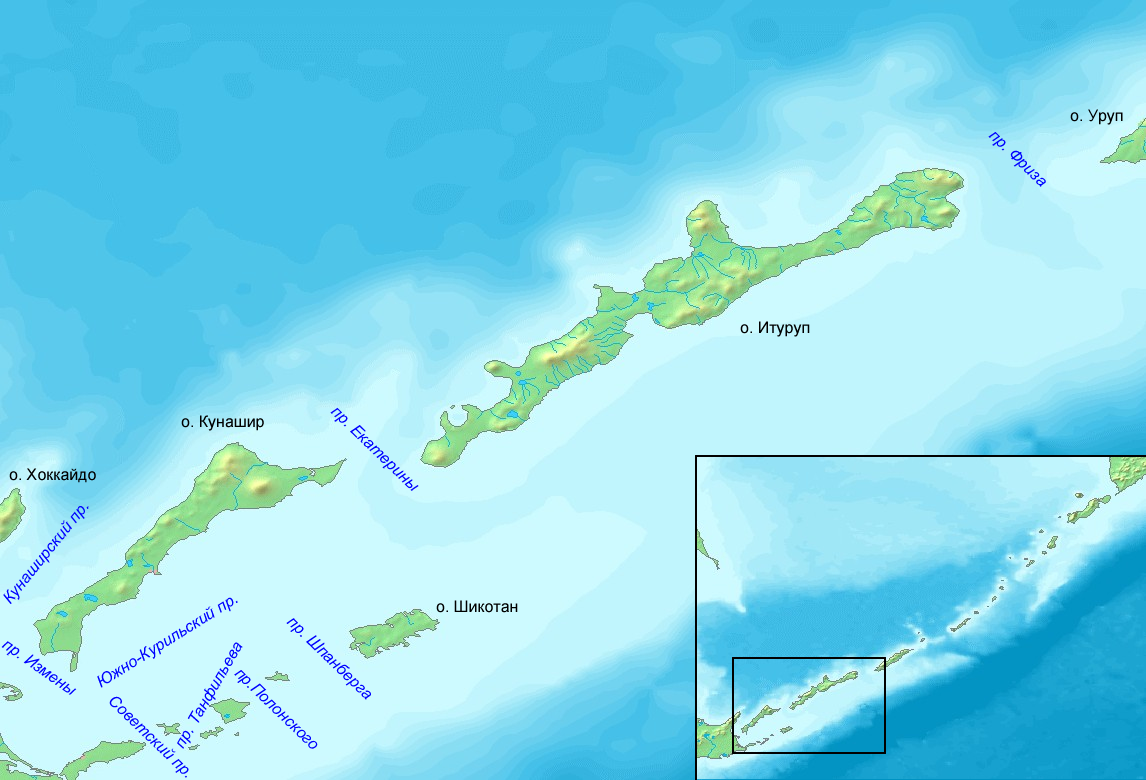
Kaart met de Straat de Vries (rechtsboven)

Na een week tevergeefs wachten besloot De Vries door te zeilen. Hij bracht de kustlijn van het noordelijke Japanse eiland Hokkaido in kaart, evenals Oeroep, een onderdeel van de Koerilen, en zeilde tussen Itoeroep en Oeroep door. (Deze zeestraat wordt naar zijn ontdekker Straat de Vries genoemd.)

Ten slotte arriveerde Vries bij Sachalin, waar hij als eerste Europeaan voet aan wal zette. Hij maakte er contact met de Aino-bevolking.
Het jacht Breskens voer eind juli zonder de tien bemanningsleden weer weg uit Yamada, verder op zoek naar de goud- en zilvereilanden. Op 9 november kwam het bij de zuidpunt van Shikoku de Castricum op haar terugreis tegen. Op 18 november 1643 liepen beide schepen veilig de haven van Tayouan binnen. De tien vrijgelaten bemanningsleden van de Breskens moesten negen maanden op Dejima doorbrengen voor een schip hen naar Batavia kon brengen.

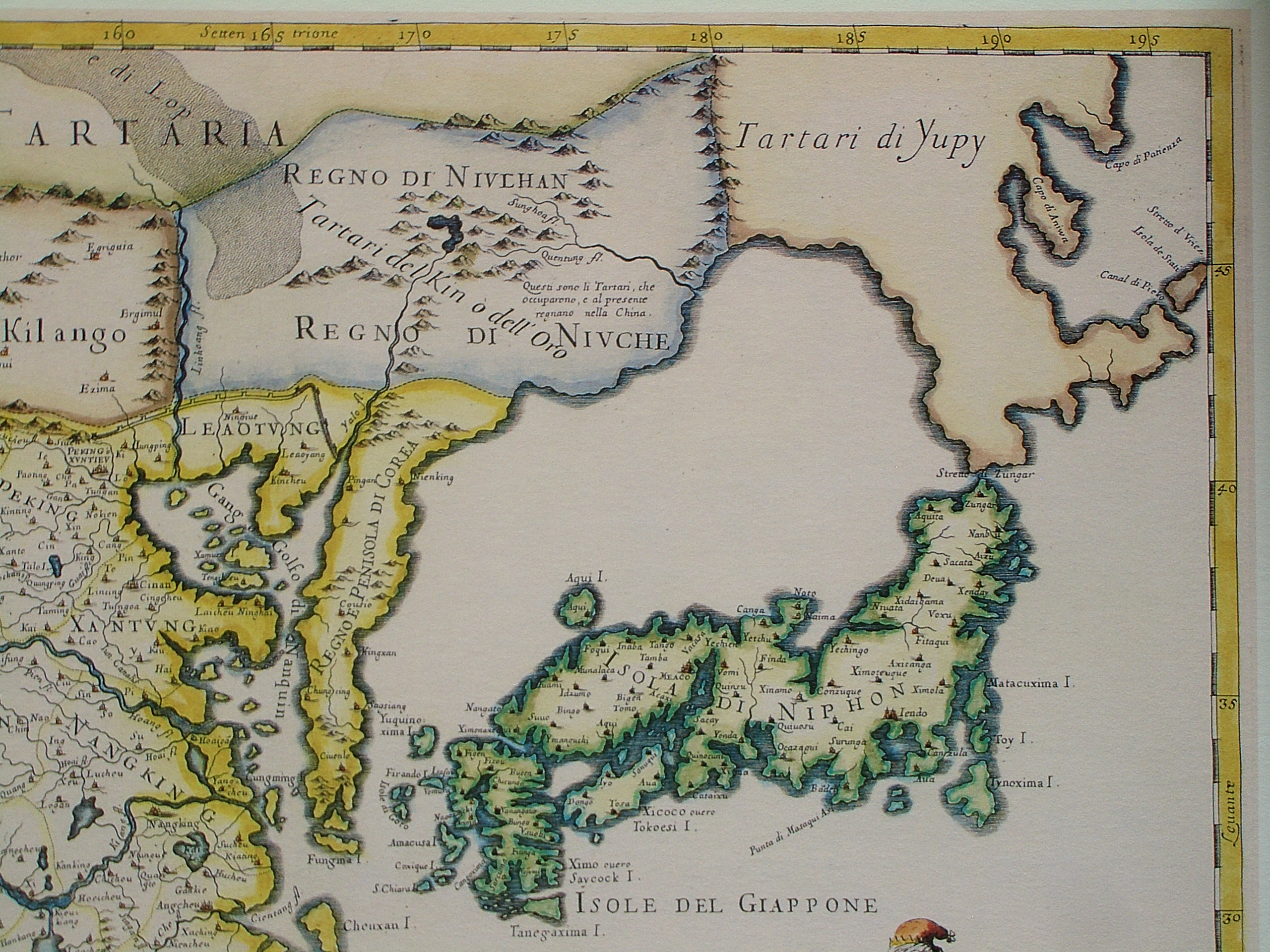
China en Japan op een Italiaanse kaart uit 1682. Hokkaido en Sachalin worden als delen van het vasteland afgebeeld.

Helemaal juist was het werk van Vries niet. Korea wordt op zijn kaarten als vreemd gevormd eiland afgebeeld. Ook miste hij de zeestraat tussen Hokkaido en Sachalin, die tegenwoordig Straat La Pérouse wordt genoemd.

## Expedities naar Manilla
In 1646 werd Vries benoemd als commandeur in een vijftal expedities naar Manilla, maar de aanslag op de stad mislukte. Een kerk en een klooster werden veroverd en twee Dominicaner geestelijken werden naar Java gebracht. Bij de laatste expeditie ontsnapten de drie schepen vanwege een gunstige wind. Er waren 600 zieken aan boord, onder wie De Vries, die aan het einde van het jaar stierf en mogelijk een zeemansgraf kreeg.
Het verslag van zijn reis, opgetekend door de stuurman Coen uit Hoorn, is bewaard gebleven bij de familie Huydecoper, en gebruikt door Nicolaes Witsen (1641-1717) voor het maken van kaarten van Tartarije. Adam Johann von Krusenstern (1770-1846) was de volgende en belangrijk onderzoeker die het noordoostelijk deel van Siberië in kaart bracht.